# Jaune Emma
Emma Martín, coneguda artísticament com a Jaune Emma   (Barcelona, 10 de novembre de 2000), és una cantautora, saxofonista i artista plàstica catalana.
Està vinculada a la música des de la infantesa. S'hi va iniciar tocant el saxòfon i després va passar a experimentar amb la veu. La seva música és una barreja d'indie pop, indie rock i bedroom pop. Paral·lelament, va estudiar Belles Arts, així que habitualment pinta quadres. Tota la seva obra és introspectiva i explora les seves experiències i parts de la seva identitat.
En les actuacions musicals, el seu equip es compon del guitarrista Jan Aygua, el baixista Jordi Rissech i la bateria Paula Iglesias. A banda, Jan Aygua li fa de productor, que ha treballat amb artistes com Roger Padrós, Pol Bordas i Paunezz. Abans, ella s'autoproduïa.
El 2023, va ser seleccionada en el Pedrera 3.8, un programa d'acompanyament musical del districte de Sants-Montjuïc. Les altres propostes triades van ser Malánima i Sybille's on Jupiter. Així doncs, va debutar amb l'EP Chronos, format per quatre cançons amb lletres costumistes sobre les vivències de la Generació Z. Va presentar-lo a la Sala Freedonia de Barcelona amb la cantant Júls, a més de tocar a la Festa Major del Poble-sec i a les Festes de la Mercè, concretament al Moll de la Fusta.

## Discografia

### EP
- Chronos (2023)